# Акация иволистная
Акация иволистная (лат. Acacia salicina) — вид растений из рода Акация (Acacia) семейства Бобовые (Fabaceae).

## Ботаническое описание
Акация иволистная — это крупный кустарник или небольшое вечнозелёное дерево, вырастающее от 3 до 20 метров в высоту. Семена растения блестящие, чёрного цвета и имеют тёмно-красную, подобную придатку кожуру.

## Распространение
Акация иволистная встречается в Австралии в штатах Новый Южный Уэльс, Квинсленд, Виктория и Южная Австралия.

## Использование
Акация иволистная может использоваться для предотвращения эрозии почвы.
Семена растения съедобны.
Листья и стручки с семенами используются в качестве корма для сельскохозяйственных животных в периоды засухи, так как акация иволистная является засухоустойчивым растением. 
Акация иволистная применяется для озеленения засушливых районов.